# Villa Sora (Torre del Greco)
Villa Sora è una villa di epoca romana i cui resti si trovano in contrada Sora a Torre del Greco.

## Storia
La contrada Sora è la zona di maggior interesse archeologico della città. La villa è un ampio complesso monumentale risalente al I secolo d.C., che si estende su un'ampia superficie e su un'altezza originaria di tre piani, l'ultimo dei quali crollò in seguito all'eruzione del Vesuvio del 79, mentre quello inferiore restò seppellito dalla lava: ne è visitabile solo il piano intermedio.
Poco lontano dalla villa, si trovano i resti di un complesso termale, ancora visitabili sulla spiaggia torrese ("Terme Ginnasio"). Doveva esservi annesso anche un piccolo porto privato, ormai perduto.
La villa, già nota nel XVII secolo in seguito al ritrovamento di sculture marmoree e oggetto di scavi borbonici nel XVIII secolo, venne riscoperta nel 1974 dal Gruppo Archeologico Torrese "Col. Giuseppe Novi" di Torre del Greco.